# Paranisacantha poulaini
Paranisacantha poulaini is een insect uit de orde Phasmatodea en de familie Anisacanthidae. De wetenschappelijke naam van deze soort is voor het eerst geldig gepubliceerd in 2008 door Cliquennois.